# George R. Swift
George Robinson Swift, född 19 december 1887 i Baldwin County, Alabama, död 10 september 1972 i New Orleans, Louisiana, var en amerikansk demokratisk politiker. Han representerade delstaten Alabama i USA:s senat från juni till november 1946.
Swift studerade vid University of Alabama. Han var sedan verksam inom timmerbranschen. Han var ansvarig för vägnätet i Alabama (state highway director) 1943-1946.
Senator John H. Bankhead II avled 1946 i ämbetet. Swift blev utnämnd till senaten fram till fyllnadsvalet senare samma år. Han kandiderade inte i fyllnasvalet och efterträddes sedan som senator av John Sparkman.
Swifts grav finns på Oak Hill Cemetery i Atmore.